# Pothos philippinensis
Pothos philippinensis är en kallaväxtart som beskrevs av Adolf Engler. Pothos philippinensis ingår i släktet Pothos och familjen kallaväxter.
Artens utbredningsområde är Filippinerna. Inga underarter finns listade.